# Sénamé Koffi Agbodjinou
 (juin 2025).
Sénamé Koffi Agbodjinou, né à Lomé au Togo en 1980 est un architecte, anthropologue, chercheur indépendant et entrepreneur social togolais,,.

## Parcours et formation
Après des études en mathématiques à Lomé, il poursuit sa formation en France, notamment à l’École Spéciale d’Architecture, à l’ENSAPLV et à l’EHESS à Paris,.

## Réalisations et initiatives
En 2010, il fonde L’Africaine d’Architecture, une plateforme de réflexion et d’expérimentation sur l’architecture contemporaine africaine. Cette initiative vise à explorer les possibilités d’un urbanisme qui s’inspire des pratiques traditionnelles et des ressources locales, tout en intégrant des approches contemporaines,,.
En 2012, il crée à Lomé le WoeLab, un laboratoire de fabrication (fablab) qui développe des projets liés à la technologie et au recyclage des déchets électroniques. Le fablab accueille, forme et accompagne plusieurs projets de startups, et travaille sur des questions liées à la gestion des déchets électroniques au Togo,,.
Parmi les projets issus du Woelab figure W.Afate, une imprimante 3D conçue à partir de déchets électroniques, qui a reçu le Global Fab Award à Barcelone en 2014,,.
Il initie également le projet HubCité, axé sur le développement urbain et la ville intelligente en Afrique, en cherchant à concilier modernité et héritage local,.

## Travaux
Les travaux de Sénamé Koffi Agbodjinou portent sur l’intégration des pratiques et savoir-faire locaux dans l’architecture et la technologie. Il met en avant l’importance de repenser l’urbanisme africain en s’appuyant sur les modèles vernaculaires, afin de répondre aux défis posés par la croissance rapide des villes africaines et de renouer le lien entre la ville et la nature.
Il intervient régulièrement lors de conférences internationales et ses projets ont été présentés dans diverses institutions, dont le ZKM et la Biennale d’architecture de Venise,,,.